# Bohèmia Occidental

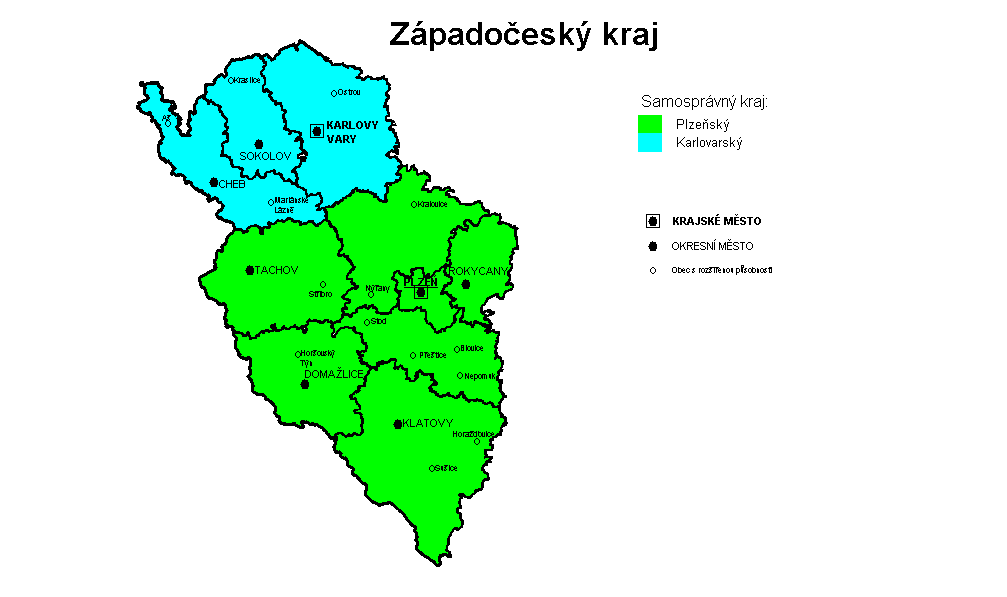
Mapa de l'antiga regió txecoslovaca de Bohèmia Occidental, corresponent a les actuals regions txeques de Plzeň (en verd) i Karlovy Vary (en blau)

La Bohèmia Occidental (en txec Západní Čechy) és una regió geogràfica de límits imprecisos a l'oest de Bohèmia, fronterera amb Alemanya.
A efectes administratius, fou una de les set regions o kraje (en txec Západočeský kraj) en què es va dividir, de 1960 a 1992, la República Socialista Txeca, una de les dues entitats federals de l'antiga Txecoslovàquia. Tenia una extensió de 10.876 km² i una població de 858.188 h (segons l'estimació de 1998). La capital n'era la ciutat de Plzeň.
Arran de la dissolució de Txecoslovàquia, actualment el seu territori s'inclou dins les regions de Plzeň i Karlovy Vary, de la República Txeca.